# 최치환
최치환(崔致煥, 1922년 10월 22일~1987년 5월 27일)은 대한민국 관료, 정치인, 언론인이다. 제5·6·7·10·12대 국회의원을 지냈다. 본관은 전주, 호(號)는 금암(錦巖)이다. 김무성 의원의 장인으로, 김문희 용문학원 이사장과 사돈이다.

## 학력
- 1943년 만주국 육군군관학교 졸업
- 1946년 대한민국 육군사관학교 2기
- 1947년 조선경비보병학교 졸업
- 1958년 미국 미시간 주립대학교 행정학과 학사
- 1960년 대한민국 국방대학교 행정학사 5기

## 경력
- 1948년 1월 23일을 기하여 대한민국 육군 소령 예편
- 1948년 2월 15일을 기하여 경무부 작전과 과장(총경) 직위 보임
- 1948년 경무부 작전과장(총경) 신분으로 제주 4.3사건을 진압에 참여했다.
- 경상남도 경찰국 국장(1949년~1950년)
- 충청북도 경찰국 국장(1951년~1952년)
- 전라북도 경찰국 국장(1952년~1953년)
- 서울특별시 경찰국 국장(1953년~1954년)
- 이승만 대통령 비서관(1958년~1959년)
- 자유당 상임위원(1959년)
- 공보처 처장(공보부 장관의 전신): 이승만 정부
- 조선일보상담역
- 민주공화당 당무위원
- IPU한국대표및정치분과위원장
- APU제2회총회한국대표
- 민주공화당원내부총무및당무위원
- 대한축구협회장
- 국회건설위원장
- 경향신문사장
- 대한재향경우회회장
- 경기고총동창회장
- 제5[A]·6·7·10·12대 국회의원(5선)

## 역대 선거 결과
|  | 31.43% |

|  | 58.95% |

|  | 70.23% |

|  | 27.02% |

|  | 18.26% |